# Chelonus kazenasi
Chelonus kazenasi är en stekelart som först beskrevs av Vladimir Ivanovich Tobias 2001.  Chelonus kazenasi ingår i släktet Chelonus och familjen bracksteklar. Inga underarter finns listade i Catalogue of Life.